# Mate Wacadze
Mate Wacadze (ur. 17 grudnia 1988 w Tbilisi) – gruziński piłkarz, grający na pozycji napastnika.

## Kariera klubowa
Wacadze jest wychowankiem klubu Dinamo Tbilisi. W tym klubie występował aż do końca sezonu 2010/11. W 2011 roku przeniósł się do Rosji, jego nowym zespołem była Wołga Niżny Nowogród, spędził w niej jednak ledwie rok i zimą 2012 roku powrócił do Gruzji. Rundę wiosenną sezonu 2011/12 i początek rundy jesiennej kolejnych rozgrywek spędził w drużynie Dila Gori. We wrześniu 2013 roku po raz drugi zdecydował się na wyjazd zagraniczny, tym razem trafił do duńskiego Aarhus GF, z którym podpisał trzyletni kontrakt.

## Kariera reprezentacyjna
W reprezentacji Gruzji zadebiutował 5 września 2009 roku w meczu eliminacji mistrzostw świata przeciwko Włochom. Na boisku pojawił się w 59 minucie meczu.
| Mecze i gole w reprezentacji | Mecze i gole w reprezentacji | Mecze i gole w reprezentacji | Mecze i gole w reprezentacji | Mecze i gole w reprezentacji | Mecze i gole w reprezentacji | Mecze i gole w reprezentacji |
| #                            | Data                         | Stadion                      | Rywal                        | Wynik                        | Gol                          | Rozgrywki                    |
| 2009                         | 2009                         | 2009                         | 2009                         | 2009                         | 2009                         | 2009                         |
| ---------------------------- | ---------------------------- | ---------------------------- | ---------------------------- | ---------------------------- | ---------------------------- | ---------------------------- |
| 1.                           | 05.09.2009                   | Tbilisi, Gruzja              | Włochy                       | 0:2                          | 0                            | El. MŚ 2010                  |
| 2010                         |                              |                              |                              |                              |                              |                              |
| 2.                           | 03.03.2010                   | Tbilisi, Gruzja              | Estonia                      | 2:1                          | 0                            | towarzyski                   |
| 3.                           | 17.11.2010                   | Koper, Słowenia              | Słowenia                     | 2:1                          | 0                            | towarzyski                   |
| 2011                         |                              |                              |                              |                              |                              |                              |
| 4.                           | 09.02.2011                   | Limassol, Cypr               | Armenia                      | 2:1                          | 0                            | towarzyski                   |
| 5.                           | 10.08.2011                   | Lubin, Polska                | Polska                       | 0:1                          | 0                            | towarzyski                   |
| 2013                         |                              |                              |                              |                              |                              |                              |
| 6.                           | 06.02.2013                   | Tirana, Albania              | Albania                      | 2:1                          | 0                            | towarzyski                   |
| 7.                           | 22.03.2013                   | Saint-Denis, Francja         | Francja                      | 1:3                          | 0                            | El. MŚ 2014                  |

## Sukcesy
Dinamo
- Mistrzostwo Gruzji: 2008
- Puchar Gruzji: 2009
- Superpuchar Gruzji: 2008

Diła
- Puchar Gruzji: 2012